# Orphnus galla
Orphnus galla är en skalbaggsart som beskrevs av Raffaello Gestro 1895. Orphnus galla ingår i släktet Orphnus och familjen Orphnidae. Inga underarter finns listade i Catalogue of Life.